# Bertrand Badie
Pour les articles homonymes, voir Badie.
Bertrand Badie, né le 14 mai 1950 à Paris, est un universitaire et politiste français spécialiste des relations internationales,. Il est un des spécialistes de la sociologie des relations internationales les plus influents des 30 dernières années.
Professeur émérite à l’Institut d’études politiques de Paris, il est enseignant-chercheur associé au Centre d’études et de recherches internationales (CERI).

## Biographie

### Jeunesse et études
Bertrand Badie est d'origine franco-iranienne (persan par son père, selon ses propres mots).  
Il suit des études à l'Institut d'études politiques de Paris, dont il est diplômé en 1971 (section Pol. et Soc.). Il est titulaire d'une licence en droit de l'université Paris I Panthéon-Sorbonne, ainsi que d'un DES de science politique de l'IEP de Paris, et est diplômé de l'INALCO en 1975. Bertrand Badie obtient ensuite un DEA en histoire du XXe siècle à l'IEP de Paris en 1977. Il est reçu à l'agrégation de science politique en 1982.[réf. nécessaire]
Sa thèse d'Etat en science politique, soutenue en 1975 sous la direction d'Alain Lancelot, s'intitule « Le Parti communiste français et la grève : essai d'analyse fonctionnelle du "parti de la classe ouvrière"».  

### Parcours professionnel
Bertrand Badie est, dès 1974, au moment de sa thèse, assistant à l'université Paris I Panthéon Sorbonne. Il devient en 1977 maître assistant, poste qu'il occupe jusqu'en 1982. Reçu à l'agrégation, il devient alors professeur à l’université d’Auvergne (Clermont I).
En octobre 1990, il est recruté comme professeur des universités à l'Institut d'études politiques de Paris, poste qu'il occupe depuis lors. En octobre 1999, il est nommé directeur du cycle supérieur de relations internationales de l’IEP, transformé en septembre 2004 en mention « Relations internationales » du master recherche. Il enseigne également à HEC et à l’École des Mines, et est membre de l'Academic Board du CERIS-ULB Diplomatic School of Brussels
Il a été de 1994 à 2003 directeur des Presses de Sciences Po. Depuis 2000, Bertrand Badie assure le cours d'Espace Mondial en deuxième année du collège universitaire de Sciences Po. En 2014 et 2015, ce cours a été diffusé sous forme de MOOC en accès libre sur la plate-forme France université numérique. Il donne son dernier cours en décembre 2018. Il est Professeur honoraire de l'Université Très Febrero (Buenos Aires) et Guest Professor de la Beijing Normal University (Pékin). Depuis 2022, il enseigne également à HEC.[réf. nécessaire]

### Autres
Il a été également, de février 2002 à juin 2006, directeur du centre Rotary d’études internationales sur la paix et la résolution des conflits, et depuis 2003 membre du conseil de l’Association française de science politique et du comité exécutif de l’Association internationale de science politique, puis vice-président de l'Association internationale de science politique (2006-2009). Il a présidé le jury du concours national d'agrégation de l'enseignement supérieur en science politique (2012-2013).
Il a dirigé avec Dominique Vidal de 1981 à 2021 (millésime 2022) l'ouvrage annuel « L'état du monde » aux éditions de La Découverte. Les deux auteurs ont initié en 2022 une nouvelle série sur l'état du monde, intitulée Le Monde ne sera plus comme avant et publiée aux éditions Les Liens qui Libèrent.. Seule l'édition 2023 a paru à ce jour (en 2022). Il est coéditeur de l’International Encyclopedia of Political Science, en 8 volumes, publiée chez Sage (Los Angeles).

## Œuvre
Bertrand Badie transpose en relations internationales des cadres d'analyse hérités de la sociologie historique comparative d'inspiration durkheimienne. Il aborde les conflits et crises internationales comme des pathologies sociales, héritées d'un système international producteur d'anomie (situation de perte de repères), d'exclusion ou d'humiliation. La solution repose, selon lui, sur la notion d'intégration sociale internationale (pour les États comme pour les sociétés), à travers notamment la mise en œuvre d'un multilatéralisme inclusif. Autant de perspectives qu'il cherche à opposer aux lectures dominantes d'origine anglo-saxonne qu'il discute dans des ouvrages directement rédigés en anglais, notamment Rethinking International Relations (2020).
Son ouvrage Nous ne sommes plus seuls au monde (2016) propose, à rebours de l'idée selon laquelle le monde serait « indéchiffrable », des clés de lecture destinées à transformer les logiques de polarisation de la politique mondiale. Il invite ainsi à se départir des catégories d'analyse issues de la guerre froide, pour placer au cœur de l'analyse et des politiques étrangères non seulement les sociétés, mais le respect de l'altérité, ce qui implique l'abandon des interventions unilatérales, qui confondent « l'acte de régulation et l'acte de puissance ». Engagé, l'ouvrage dénonce le « tournant néoconservateur » suivi par la politique étrangère française depuis 2003, qui procède, selon l'auteur, d'une vision hiérarchique des cultures justifiant les interventions militaires. D'après le magazine Les Inrocks, Bertrand Badie prône la réactivation de la « puissance d'imagination et d'écoute » de la diplomatie. Selon Badie, la diplomatie est là « pour faire vivre la négociation qu’on voit s’atrophier au fil du temps et dont on s’est même étonné de la voir renaître à la faveur de l’accord du 14 juillet 2015 sur le nucléaire iranien ». Cette analyse est prolongée dans Quand le Sud réinvente le monde (2018) et dans Inter-socialités (2020), où il dénonce le simplisme de la géopolitique et ses dangers, tout en forgeant un concept permettant, toujours dans une perspective durkheimienne, de mettre en lumière le rôle primordial des relations sociales dans la structuration des relations internationales: le social est, sur la scène mondiale, de plus en plus proactif, là où le politique est de plus en plus simplement réactif. Dans L'Hégémonie contestée (2019), il explique comment cette configuration nouvelle et son lien étroit avec la mondialisation mettent en péril les postures hégémoniques, les alliances classiques et promeuvent une fluidité internationale qui s'impose progressivement. Dans Les Puissances mondialisées (2021), il montre que ces transformations aboutissent à une autre définition de la puissance, intégrant notamment les paramètres d'une sécurité globale qui surclasse de plus en plus les paramètres traditionnels de la sécurité nationale. D'où la nécessité de repenser les politiques étrangères.
Dans Le temps des humiliés (2014), il développe une perspective historique et sociologique sur la banalisation de l'humiliation en relations internationales,, ses causes (héritage de la décolonisation, dérégulation de la puissance, structure institutionnelle) et ses conséquences en matière d'exclusion et d'instabilité du système mondial. Il établit en particulier une typologie des formes d'humiliation (rabaissement ; déni d'égalité ; relégation ; stigmatisation), démontrant que ces dernières produisent des types spécifiques de diplomatie (revancharde ; souverainiste ; contestataire ; déviante) qui pèsent sur la qualité de la coopération internationale.
La diplomatie de connivence (2011) revient sur la manière dont le système international contemporain, en tentant de reconstituer la « diplomatie de concert » héritée du Congrès de Vienne de 1815, suscite la contestation et parfois le conflit. La « diplomatie de clubs » exercée à travers les directoires que sont le G8 ou le G20, sous couvert d'efficacité ou de représentativité démocratique, crée un système international à plusieurs vitesses reflétant la prétention des « grands » à piloter le monde. Ce système produit la contestation des États exclus des processus décisionnels (Venezuela, Iran) mais aussi le rejet des opinions publiques qui ne se sentent pas représentées dans ces instances oligarchiques.
Le diplomate et l'intrus (2008) s'intéresse à l'irruption de demandes des sociétés (concernant les inégalités, l'environnement...) dans l'arène internationale mondialisée, qui vient troubler la grammaire de relations internationales classiquement définies comme le jeu du diplomate et du soldat (Aron). L'entrée des sociétés, en redéfinissant les enjeux et en restructurant les conflits, incite à déplacer l'analyse des échanges interétatiques vers les interactions transnationales. Elle requiert le passage d'une lecture stratégique vers une approche sociologique, et plaide pour une gouvernance favorisant l'intégration sociale au niveau mondial.
Dans L'impuissance de la puissance (2004), Bertrand Badie théorise l'évolution du concept de puissance dans les relations internationales, soulignant que l'accumulation de ressources matérielles (militaires et économiques, en particulier) ne suffit plus à maîtriser un jeu international caractérisé par la multiplication des acteurs. L'idée d'unipolarité, populaire au lendemain de la guerre froide, est donc illusoire dans un système marqué par les conflits asymétriques, les flux ou réseaux transnationaux et l'émergence d'acteurs dont la capacité de nuisance suffit à bouleverser le jeu international. Cette analyse est prolongée dans L'hégémonie contestée (2019), où il montre la nature aporique, voire mythique de l'hégémonie internationale, malgré l'usage massif de ce concept dans la rhétorique politique, voire le discours scientifique.
La fin des territoires (1995) montre que la référence des relations internationales contemporaines qu'est le territoire a perdu de sa pertinence, à la suite de trois évolutions : la mondialisation, la fin de la guerre froide et de la bipolarité qui se fondait sur une vision territorialisée du monde, et la crise des États (financement, indépendances des banques centrales, fin de l'État-providence). On observe ainsi la multiplication des espaces dans lesquels l'État n'intervient plus et sur lesquels son contrôle disparaît (guerres civiles, États faillis comme la Somalie, zones militarisées comme en Colombie), mais aussi à l'émergence d'États dont le poids international est lié à la capacité à s'organiser en réseaux plus qu'à leur contrôle territorial (Singapour, le Qatar). L'État est, en outre, concurrencé par des acteurs ou organisations non-étatiques (ONG, multinationales, flux transnationaux) susceptibles d'influencer les relations internationales et de susciter des allégeances concurrençant celles des individus aux États-nations.
L'État importé (1992) montre comment l'État-nation territorialisé s'est généralisé comme forme politique dominante et unité de référence des relations internationales, notamment au cours du processus de décolonisation.
Le retournement du monde (1992), co-écrit avec Marie-Claude Smouts, constate que les identités sont de plus en plus culturelles et de moins en moins universelles, que les relations transnationales sont un mode particulier d'inscription dans l'espace et que les relations sont construites en dehors des espaces nationaux et de leur prise en compte. Mais c’est aussi la négation progressive de la capacité de contrôle de l’État et de sa légitimité. On assiste ainsi à une multiplication des espaces de références (Église, mafias, allégeances subnationales), qui conduisent à remettre en cause l’allégeance à l’État.
Avec son ouvrage plus personnel, voire intimiste, Vivre deux cultures. Comment peut-on naître franco-persan? (2022), il analyse comment ses origines biculturelles ont favorisé l'éclosion de cette perspective nouvelle en relations internationales, plus subjective, mettant notamment en évidence la pluralité du monde et l'importance des phénomènes d'inter-compréhension, ce qui l'amène à une critique vigoureuse de la géopolitique, déjà amorcée dans Inter-socialités (2020). Il explicite les cadres de cette lecture nouvelle dans Pour une Approche subjective des relations internationales (2023), mettant en évidence une épistémologie du sujet qui rompt avec le positivisme des écoles dominantes en ce domaine, réhabilite le rôle de l'humain, du sens, de la mémoire ou de l'affect dans la construction même de l'international.
Avec l'Art de la Paix (2024), il cherche à situer la paix dans les nouvelles relations internationales, en dissociant ce concept de celui de "non-guerre" auquel la pensée politique européenne et la science politique qui en dérive l'ont associé depuis la construction des Etats-nations modernes. Optant pour une approche substantielle de la paix, il définit neuf vertus que celle-ci doit revêtir pour s'accomplir.

## Prises de position
En décembre 2018, il signe aux côtés de 149 autres personnalités, un « manifeste pour l’accueil des migrants » contre l'extrême droite.

## Principales publications
- Stratégie de la grève, Pour une approche fonctionnaliste du Parti communiste français, Paris, Presses de Sciences Po, 1976.
- Sociologie de l'État (avec Pierre Birnbaum), Paris, Grasset, 1979.
- Le développement politique, Paris, Economica (coll. « Politique comparée »), 1978 (5ème édition, 1994)
- Culture et politique, Paris, Economica, 1983.
- Les Deux États : pouvoir et société en Occident et en terre d'islam, Paris, Fayard, 1987 (rééd. Seuil, coll. « Points Essais », Paris, 1997)
- L'État importé : essai sur l'occidentalisation de l'ordre politique, Paris, Fayard, 1992.
- Le Retournement du monde : sociologie de la scène internationale (avec Marie-Claude Smouts), Paris, Presses de Sciences Po / Dalloz (coll. « Amphithéâtre »), Paris, 1999.
- Le Défi migratoire : questions de relations internationales (avec Catherine Wihtol de Wenden), Paris, Presses de la Fondation nationale des sciences politiques, 1994.
- La Fin des territoires, Paris, Fayard, 1995.
- Un monde sans souveraineté, Paris, Fayard, 1999.
- La Diplomatie des droits de l’Homme : entre éthique et volonté de puissance, Paris, Fayard, 2002.
- L'Impuissance de la puissance : essai sur les incertitudes et les espoirs des nouvelles relations internationales, Paris, Fayard, 2004.
- Le Multilatéralisme (avec Guillaume Devin), Paris, La Découverte, 2007.
- L'État du monde [sous la dir. de], Paris, La Découverte, 2007 (réed. 2008).
- Le Diplomate et l'Intrus, Paris, Fayard, 2008.
- Le Grand Tournant : L'état du monde 2010 (avec Dominique Vidal), Paris, La Découverte, 2009.
- (en) International Encyclopedia of Political Science (ed. avec D. Berg-Schlosser et L. Morlino), Paris, Sage, 2011, 8 vol.
- Nouveaux acteurs, nouvelle donne : L’état du monde 2012 (avec Dominique Vidal), Paris, La Découverte, 2011.
- La Diplomatie de connivence, Paris, La Découverte, 2011.
- La Cassure : L’état du monde 2013 (dir. avec Dominique Vidal), Paris, La Découverte, 2012.
- Puissances d'hier et de demain : L’état du monde 2014 (dir. avec Dominique Vidal), Paris, La Découverte, 2013.
- Quand l'Histoire commence, Paris, CNRS éditions, 2013.
- Nouvelles guerres : L’état du monde 2015  [sous la dir. de], La Découverte, 2014.
- Le Temps des humiliés. Pathologie des relations internationales, Paris, Odile Jacob, 2014.
- Nous ne sommes plus seuls au monde: Un autre regard sur l'ordre international, Paris, La Découverte, 2016[15].
- (en) Political Science: A Global Perspective (avec L. Morlino et D. Berg-Shlosser), Paris, Sage, 2016.
- Vers un monde néo-national ? (avec Michel Foucher), Paris, CNRS éditions, 2017.
- Quand le Sud réinvente le monde. Essai sur la puissance de la faiblesse, Paris, La Découverte, 2018.
- Fin du leadership américain ? [sous la dir. de], Paris, La Découverte, 2018.
- Qui gouverne le monde ? [sous la dir. de], Paris, La Découverte, 2018
- L'Hégémonie contestée. Les nouvelles formes de domination internationale, Paris, Odile Jacob, 2019.
- (en) New Perspectives on the International Order: No Longer Alone in This World, Londres, Palgrave Pivot, 2019.
- (en) Rethinking International Relations, Londres, Elgar, 2020.
- (en) Handbook of Political Science, Los Angeles, Sage, 3 vol, 2020 (ed. avec D.Berg-Schlosser et L.Morlino).
- Inter-socialités. Le monde n'est plus géopolitique, Paris, CNRS éditions, 2020.
- Les Puissances mondialisées. Repenser la sécurité internationale, Paris, Odile Jacob, 2021.
- Ce que la Covid nous a appris (ouvrage collectif), Paris, éditions Philippe Rey, 2021.
- La France, une puissance contrariée [sous la dir. de], Paris, La Découverte, 2021.
- Le monde ne sera plus comme avant, (dir. avec Dominique Vidal), Paris, Les Liens qui Libèrent, 2022
- Vivre deux cultures. Comment peut-on naître franco-persan ?, Paris, Odile Jacob, 2022[16],[17].
- Pour une Approche subjective des relations internationales, Paris, Odile Jacob, 2023.
- Dictionnaire de la science politique et des institutions politiques (avec Guy Hermet, Pierre Birnbaum et Philippe Braud), Paris, Armand Colin, 2023.
- L’art de la paix,ISBN /EAN 13 9782080458933 Paris, Flammarion, 2024.
- L'Heure du Sud, ou l'invention d'un nouvel ordre mondial (avec Dominique Vidal), Paris, Les Liens qui Libèrent, 2024.

### Cours
- Espace mondial à l’IEP de Paris
- (en) MOOC Espace mondial, a French vision of Global Studies sur Coursera